# Odyssey
Odyssey е четвъртият студиен албум на китариста Ингви Малмстийн, издаден през март 1988. В албума участва вокалът Джо Лин Търнър, а инструменталните парчета са само три – Bite the Bullet – кратко интро за Riot In the Dungeons, Memories и завършващото парче Krakatau. Албумът е повлиян от прогресив и метъл групите от седемдесетте и по-специално от Machine Head на Deep Purple, Rising на Rainbow и Tarkus на Emerson Lake & Palmer. Това е последният албум на Малмстийн с Йенс Юхансон.
Обикновено с песента Rising Force се откриват концертите на Малмстийн. Солото в нея е станало емблематично за Ингви и задължително за начинаещи китаристи по целия свят. Всъщност тя е преиздадена версия на парчето му Merlin's Castle от ранните му дни в Швеция.

## Състав
- Ингви Малмстийн – всички електрически и акустични китари, бас, беквокали
- Джо Лин Търнър – вокал
- Боб Дейзли – бас в песни (1, 2, 8, 9)
- Йенс Юхансон – клавишни
- Андреш Юхансон – барабани